# Фріц Шапер
Гуго Вільгельм Фрідріх Шапер (нім. Hugo Wilhelm Friedrich Schaper; 31 липня 1841, Альслебен — 29 листопада 1919, Берлін) — німецький скульптор і медальєр, представник берлінської скульптурної школи. Професор Берлінської академії мистецтв.

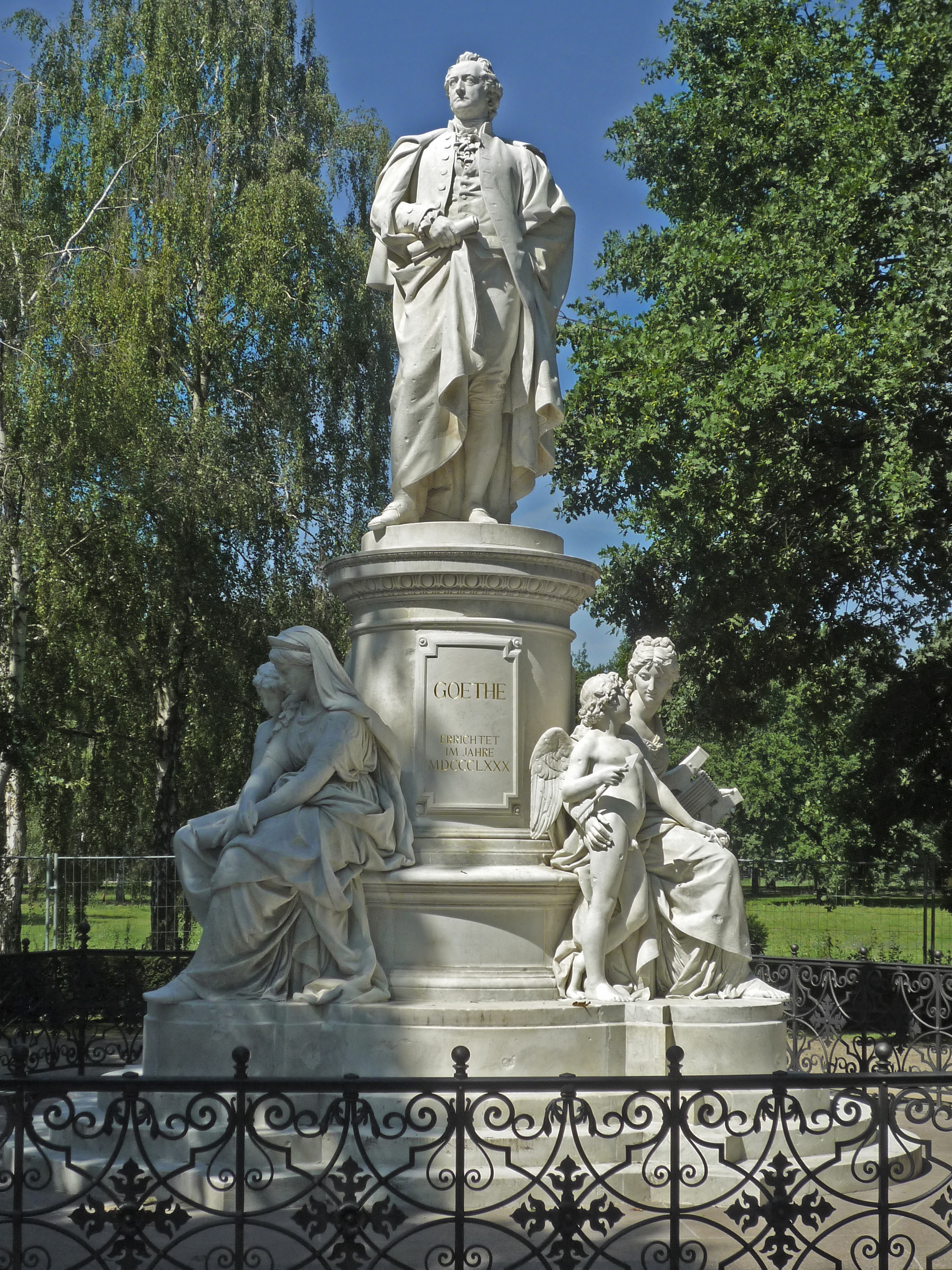
Пам'ятник Гете в Берлінському Тіргартені

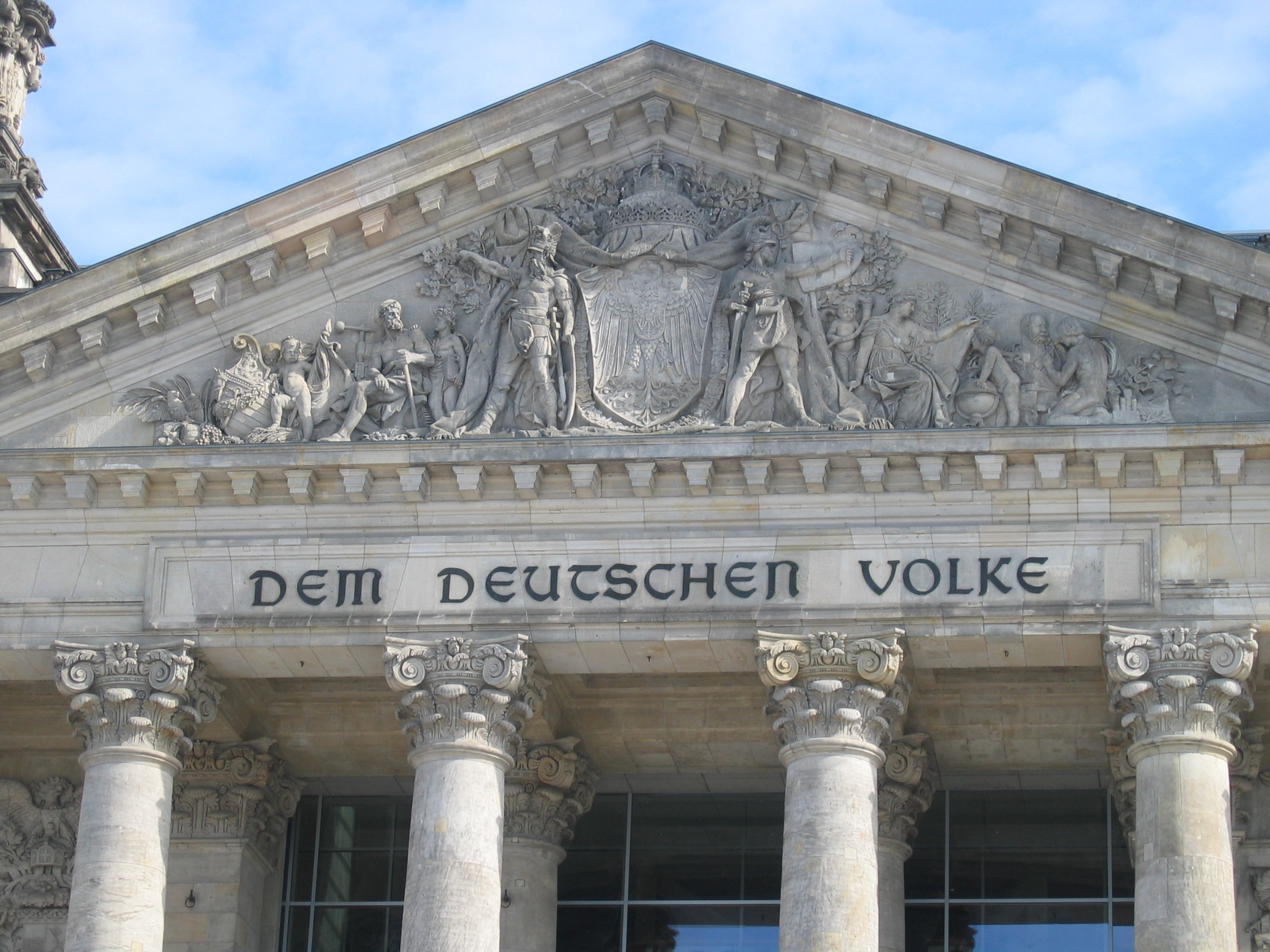
Барельєф на фронтоні Рейхстагу

## Біографія
Фріц Шапер - четвертий син пастора Фрідріха Готфріда Петера Шапера і його дружини Антонії, уродженої Хайлігенштедт. Батько Фріца помер у 1848 році, і його мати з дітьми переїхала до Галли. Мати Фріца померла через рік, семеро дітей роздали на виховання до різних родин. Фріц Шапер виріс у будинку графа Кільмансегга, навчався у реальній школі у Галлі. У 15 років кинув школу і навчався на каменярі, виявив талант у скульптурі і вирішив стати скульптором. У 1859 році Фріц Шапер вирушив до Берліна і два роки навчався в Королівській академії мистецтв, де переважно вивчав анатомічний та античний малюнок. У 1860 році Фріц Шапер записався в учні до скульптора Альберта Вольфа, друга і учня нещодавно померлого Крістіана Даніеля Рауха. Як і для Вольфа, Раух став взірцем для наслідування Шапера. Досягши 23 років, Шапер отримав частку батьківської спадщини, і тим самим фінансову незалежність. У 1865-1866 роках Фріц Шапер працював над своїм першим самостійним твором, гіпсовою скульптурною групою "Вакх і Аріадна". 1867 року Шапер вирушив до Парижа на Всесвітню виставку. Повернувшись, він відкрив у Берліні власну майстерню та починав із невеликих замовлень.
У 1870-і роки Фріц Шапер брав активну участь у мистецьких конкурсах. Великим успіхом для нього стала перша премія на конкурсі проектів пам'ятника Ґете в Берліні 1871 року. За цим замовленням були інші: пам'ятник Бісмарку в Кельні, пам'ятник Гауссу в Брауншвейзі, пам'ятник Лессінгу в Гамбурзі, Пам'ятник Мартіну Лютеру (Ерфурт). До цього періоду належать також перші погруддя, виконані Шапером.
У січні 1880 Шапер був прийнятий в Академію мистецтв і отримав звання професора. Наступного року Шапер був обраний членами сенату Берлінської академії та почесним членом Дрезденської академії. Шапер удостоївся численних нагород. Популярність Шапера зростала та приносила йому численні прямі замовлення, звільняючи від конкуренції.
В 1890 Шапер залишив викладацьку діяльність і в'їхав у власний будинок з майстерні на вулиці Бухенштрассе. Через рік Фріц Шапер одружився з Оленою Ріттерсгауз, дочкою поета Фрідріха Еміля Ріттерсгауза. У подружжя народилося четверо дітей: Гедвіга (1892-1925), Єва (1893-1977), Вольфганг (1895-1930) та Доротея (1897-1985). Вольфганг та Доротея також стали скульпторами. У 1890-х роках Шапер став отримувати замовлення від кайзера. Він створив вісім пам'яток правителів. Барельєф на фронтоні будівлі Рейхстагу - ще один знаменитий витвір Фріца Шапера.
На рубежі століть Фріц Шапер пережив важку психічну кризу і депресії, в 1900 перебував на лікуванні в санаторії Бельвю. У наступні роки у Шапера виникли проблеми зі здоров'ям, які змусили його відмовитися від активної творчої діяльності. 1901 року на Великій Берлінській художній виставці Шапера нагородили золотою медаллю. Він здійснив подорожі до Італії, побував на Сицилії та в Америці.
У 1910 році Шапер звернувся до надгробної скульптури. Через кілька тижнів після початку Першої світової війни син Вольфганг дістав тяжке поранення на західному фронті, що спричинило ампутацію ноги. Шапер знову занурився в депресію, яка супроводжувалася порушеннями моторних функцій правої руки, в 1915 він почав зліпнути і в останні роки займався лише навчанням своїх учнів.
Фріц Шапер був одним із тих, хто підписався під зверненням «До культурного світу» від 4 жовтня 1914 року. Придворний ювелір Гуго Шапер, який створив корону для кайзера Вільгельма II, доводився Фріцу Шаперу братом. Соціолог Елізабет Ноель-Нойманн - онука Фріца Шапера. Фріца Шапера поховано на парафіяльному цвинтарі на Бергманштрасі в Кройцберзі.
Серед його учнів Карл Людвіг Манцель.

## Нагороди
- Орден Білого сокола Лицарський хрест (1881, велике герцогство Саксен-Веймар-Ейзенах)
- Орден Червоного орла 4-го класу (1882, королівство Пруссія)
- Орден Дубової корони командорський хрест (1882, велике герцогство Люксембург)
- Орден "Pour le Mérite" у науці та мистецтві (1884, королівство Пруссія) (1905 віце-канцлер, 1915 канцлер)
- Золота медаль Великого герцога Гессенського за заслуги перед наукою, мистецтвом, промисловістю та сільським господарством (28 липня 1890)
- Орден Людвіга командорський хрест 2-го класу (25 листопада 1898 року, велике герцогство Гессен)
- Велика золота медаль Великої Берлінської художньої виставки (1901)
- Орден Червоного орла 2-го класу з дубовим листям (1905, королівство Пруссія)
- Орден Корони 2-го класу із зіркою (1905, королівство Пруссія)